# Cottagecore

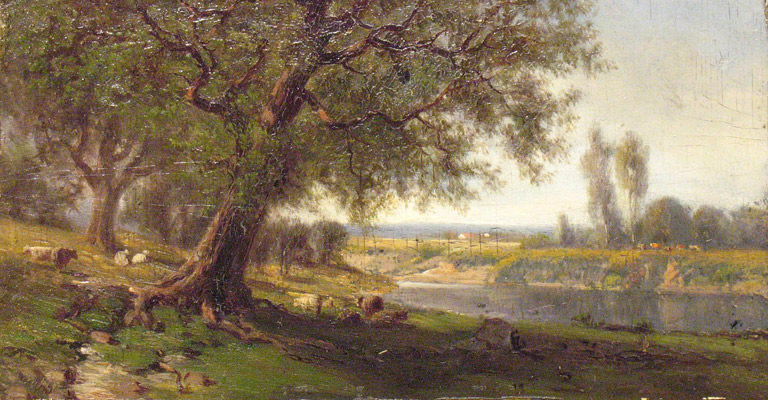

Cottagecore – estetyka inspirowana romantyczną interpretacją zachodniego życia rolniczego. Koncentruje się na ideach prostego bytu i harmonii z naturą. Inne powiązane tematy obejmują samowystarczalność, romantyzację pracy domowej, tradycyjnych umiejętności oraz zrównoważonego rozwoju. Chociaż nurt ten jest powszechny w kilku serwisach społecznościowych, takich jak Instagram, Pinterest czy TikTok, społeczność powstała na Tumblr.

## Współczesna popularność
Trend ten zyskał na popularności w  mediach społecznościowych w 2020 r. ze względu na masową kwarantannę w odpowiedzi na pandemię COVID-19. Portal Edited poinformował, że Tumblr odnotował 153-procentowy wzrost postów Cottagecore w ciągu trzech miesięcy od marca, a hasztag zgromadził również 252 miliony wyświetleń na TikToku. Promowano także gry komputerowe związane z tą estetyką, jak na przykład Animal Crossing, Farmville czy The Sims 4 do którego wydano dodatek zatytułowany „Wiejska sielanka”. Co więcej, renomę jaką zdobył film Małe kobietki (2019) w reżyserii Grety Gerwig przyczynił się do rozwoju i promocji tego trendu wśród nastoletnich dziewcząt.
W 2020 r. nurt ten trafił do szerokiej grupy odbiorców, o czym donosiły takie publikacje jak Vox i The New York Times. Później dotarł do różnych czasopism i innych witryn. Dzięki temu nazwa koncepcji stała się dobrze znana wśród entuzjastów mody, projektowania wnętrz i rzemiosła.
Geneza ta stała się jeszcze bardziej znana wraz z wydaniem ósmego albumu „Folklore” Taylor Swift w lipcu 2020 roku, ponieważ styl wizualny i muzyczny piosenkarki wpłynął na gusta fanów. W albumie znajdują się utwory napisane podczas lockdownu. Piosenkarka kontynuowała tą idee w swoim kolejnym albumie „Evermore”. Wykorzystała ją również na swoim występie podczas 63. dorocznej gali rozdania nagród Grammy. 

## Elementy estetyki
Cottagecore to styl koncentrujący się na formie nawiązującej do "cottage" i przytulności, pozostawiający dużą swobodę w doborze szczegółów. Preferowane są przedmioty robione ręcznie, jednak często pojawiają są elementy markowe oraz rzeczy z drugiej ręki. Geneza ta czerpie inspirację z różnych wpływów historycznych, w tym mody wiktoriańskiej, edwardiańskiej oraz elementów baśniowych, a także z lat 50. i 70. 

### Moda

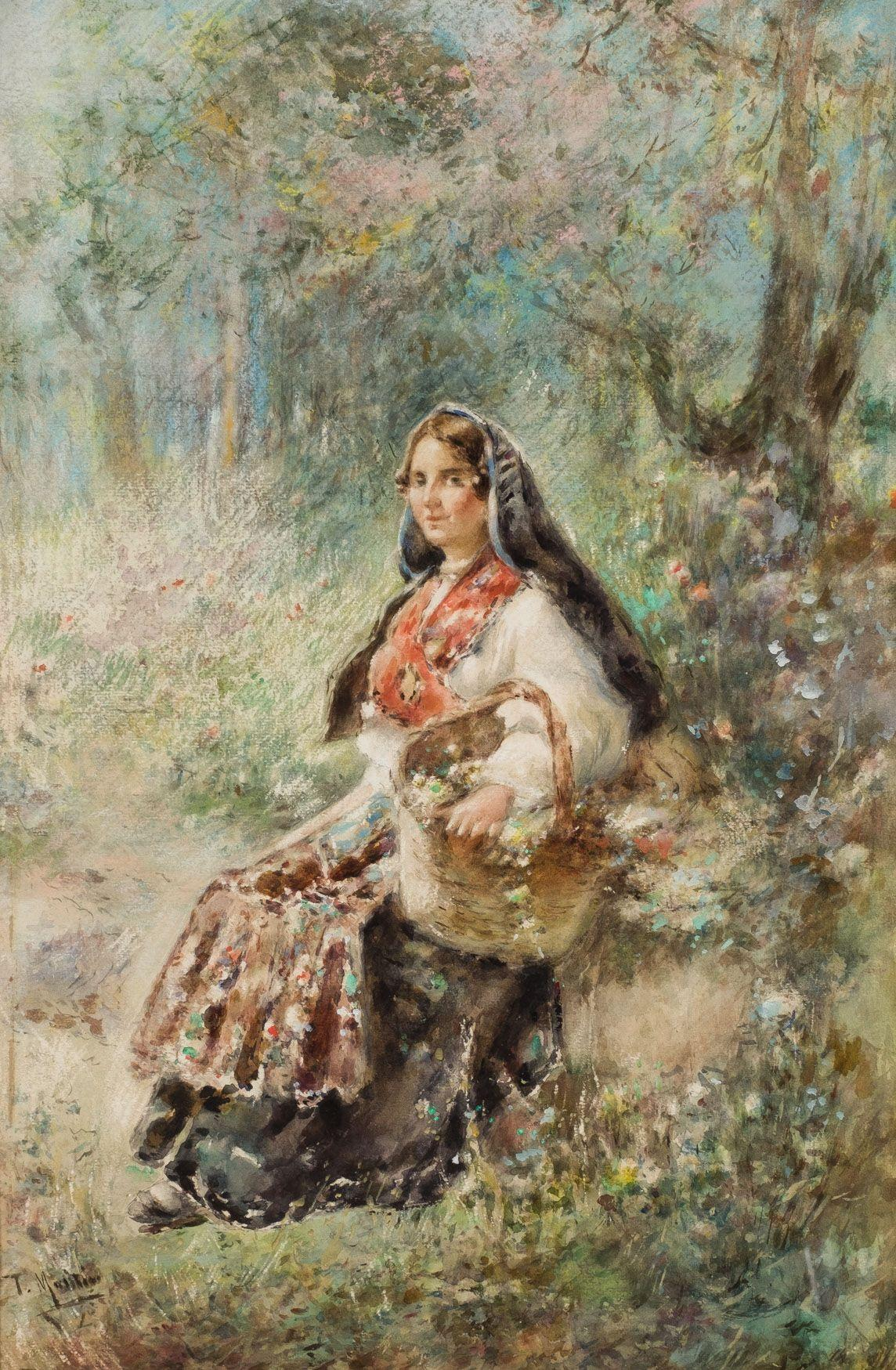

Powszechnie występujące elementy w modzie cottagecore to długie, warstwowe sukienki o rozkloszowanym kroju. Popularne są również fartuchy, a także duże, bufiaste rękawy, bluzki zapinane na guziki, kardigany i ogrodniczki.  Nurt ten często czerpie z elementów vintage.  Motywy obejmują nadruki kwiatowe, haft, koronkę, kratkę gingham i motywy natury, takie jak truskawki, grzyby i kwiaty. Paleta kolorów może obejmować neutralne odcienie, jak i jasne kolory czy pastele, w zależności od indywidualnego stylu.  Ważną rolę odgrywają również materiały pochodzenia roślinnego: w sezonie letnim popularne są lniane koszule, sukienki i spodnie, które zapewniają komfort i lekkość, a zimą dominuje wełna, łącząca ciepło z bliskością natury.
W stylu cottagecore fryzury i makijaż stawiają na prostotę. Często spotyka się długie, luźne włosy lub warkocze, uzupełnione o chusty czy wstążki. W kosmetyce przeważają subtelne akcenty, na przykład róż, aby uzyskać niewinny czy młodzieńczy wygląd.

### Aranżacja wnętrz
Estetyka cottagecore opiera się na nawiązanych do angielskiej wsi z epoki wiktoriańskiej oraz romantyzmu. Wnętrza charakteryzują się przytulnością, sprzyjającą relaksowi i kontaktowi z przyrodą. 
Wystrój bazuje na tym, co naturalne, przede wszystkim na beżach, brązach i zieleniach. Materiały wykorzystywane w dekoracji wnętrz powinny być  jak najbardziej autentyczne. Dominującym surowcem jest drewno — najlepiej niemalowane. Popularnymi materiałami prócz drewna to miedź, złoto, srebro i szkło. 
Do tej genezy pasują drewniane meble retro. Wybierane są dwudrzwiowe szafy, toaletki z lustrem czy duży stół w kuchni, które dodają wnętrzom przytulnego, sielankowego charakteru. Na ścianach mogą pojawić się obrazy: reprodukcje, prace własne lub dzieła lokalnych artystów. Do tego stylu pasować będą prace wykonane w nurcie naturalistycznym lub impresjonistycznym. 

### Hobby
Największą atrakcją dla wielu jest jego prosty i swobodny styl życia. W Cottagecore dominują tematy samowystarczalności, zrównoważonego rozwoju oraz dbania o siebie.
Zajęcia mogą obejmować: 
- ogrodnictwo,
- gotowanie i pieczenie,

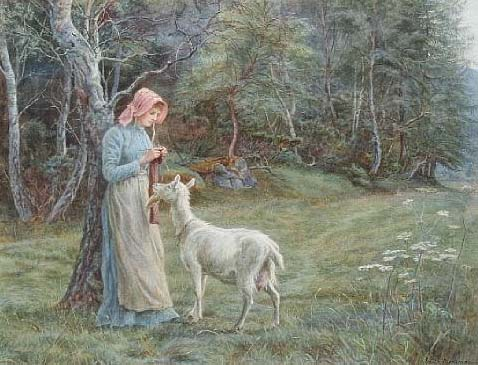

- kolekcjonowanie zabytkowych mebli i naczyń,
- rękodzieło,
- malowanie i rysowanie,
- szycie,
- czytanie,
- pisanie wierszy,
- zbieranie kwiatów,
- robienie na drutach,
- spacer po lesie,
- szydełkowanie[15][8][16].

## Kontekst kulturowy

### Wspomnienie Arkadii
Starożytna Grecja miała trwałą fascynację regionem Arkadii na Peloponezie, który wielu starożytnych Greków początkowo odrzucało jako miejsce prymitywne. W końcu Arkadia była daleka od wysoko rozwiniętej cywilizacji Aten. Arkadyjczycy byli przedstawiani jako myśliwi, zbieracze i zmysłowcy żyjący w surowym środowisku naturalnym. Jednakże epoce hellenistycznej Arkadia stała się w powszechnej świadomości bardziej ideą niż miejscem geograficznym.
Aleksandria, założona przez Aleksandra Wielkiego, rozrosła się w metropolię liczącą ponad milion mieszkańców. Miasto było brudne, zanieczyszczone i pełne chorób. Jej mieszkańcy rozwinęli to, co możemy teraz nazwać nostalgią za prostszymi czasami. Zwrócili się ku Arkadii, która symbolizowała czysty, spokojny krajobraz, jak i duchowy azyl prostego życia.
Teokryt (316–260 p.n.e.), powszechnie uważany za twórcę poezji pasterskiej, dał wyraz tej tęsknocie za powrotem do prostego życia. Napisał wiele sielanek, w których pasterze igrali na łonie natury i brali udział w konkursach poetyckich i pieśniarskich. Teokryt wywyższał pasterzy i chłopów ponad ich status społeczny i kulturowy. Jednakże docelowym odbiorcą tej poezji była wykształcona klasa miejska, która pragnęła uciec na wieś, zachowując jednocześnie swoją własną wyrafinowaną kulturę.
Wergiliusz (70-19 p.n.e.) rozszerzył zasięg gatunku pasterskiego. Pochodził z rodziny skromnych właścicieli ziemskich. Ziemia jego rodziny została rozdzielona na 60 osad dla żołnierzy w walce, która wybuchła po śmierci Juliusza Cezara. Wydarzenia te wzbudziły w Wergiliuszu pragnienie ucieczki od chaosu, przemocy i nieporządku wojny, w spokój i ciszę arkadyjskiego snu, a temat ten przenika jego poezję pasterską. Jednak świat zewnętrzny przenika jego legendarną wieś. Pasterstwo Wergiliusza służyło zatem jako środek do eksploracji współczesnych problemów, moralnych i politycznych, bez bezpośredniego angażowania się w nie, trop, który definiował pasterstwo przez wieki.

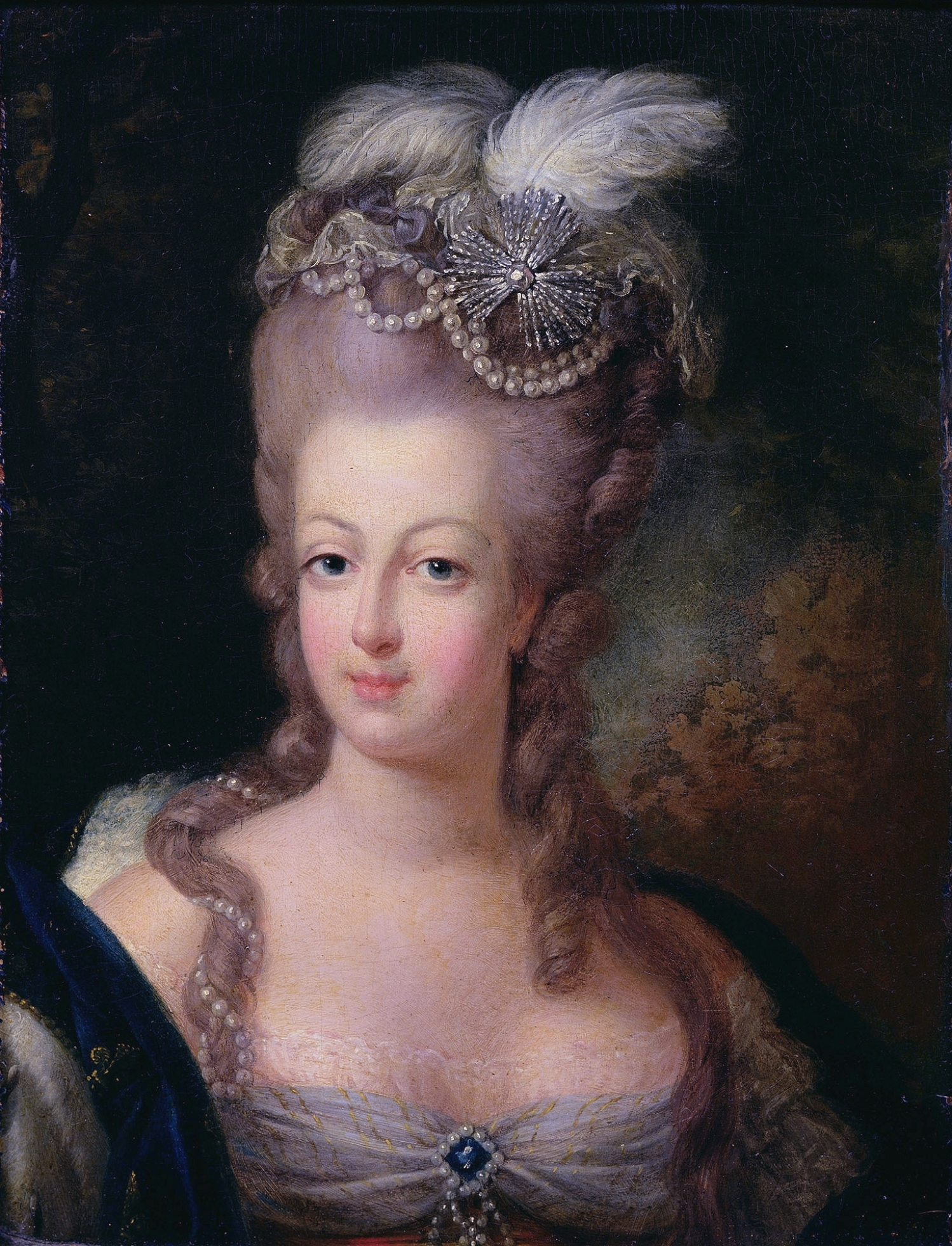

### Kontekst Marii Antoniny
Maria Antonina, która panowała we Francji w latach 1774–1792. była jednym z historycznych prekursorów stylu życia przypominającego cottagecore. Stworzyła w swojej wiejskiej posiadłości Hameau de la Reine symulację prostego bytu – z chatami, mleczarnią i ogrodami. Arystokraci przebierali się tam za pasterzy i rolników, celebrując sielankową codzienność. Jej modowe wybory, jak noszenie prostych sukni z muślinu, stały się symbolicznym wyrazem tęsknoty za naturą i prostotą. Hameau uważane jest dziś za estetyczny i kulturowy pierwowzór cottagecore.

## Krytyka
Krytycy wskazują na nierealistyczny, „bajkowy” obraz życia na wsi. Niektórzy mieszkańcy wsi wyrażają irytację wobec niewiedzy internautów, ponieważ idea nie pokazuje ciężkiej pracy związanej z rolnictwem, hodowlą zwierząt czy rękodziełem. Jest to szczególnie kontrastujące z wizualizacjami, które nie zawsze są zgodne z twierdzeniami o samowystarczalności entuzjastów Cottagecore. Ludzie zainteresowani prawami rolników twierdzą również, że nadmierna romantyzacja zachęca do ignoranckiego spojrzenia na rzeczywiste życie robotników, które jest niezwykle trudne, z wyniszczającą pracą i kwestiami ekonomicznymi. Fałszywa narracja o rolniczym stylu życia może zachęcać do protekcjonalnego traktowania prawdziwego życia robotników rolnych, ponieważ fani twierdzą, że chcieliby być tą klasą zawodową.